# آگوستین سملر
آگوستین سملر (رومانیایی: Augustin Semler) بازیکن فوتبال اهل رومانی بود.
وی همچنین در تیم ملی فوتبال رومانی بازی کرده‌است.